# تیغه (قارچ‌شناسی)

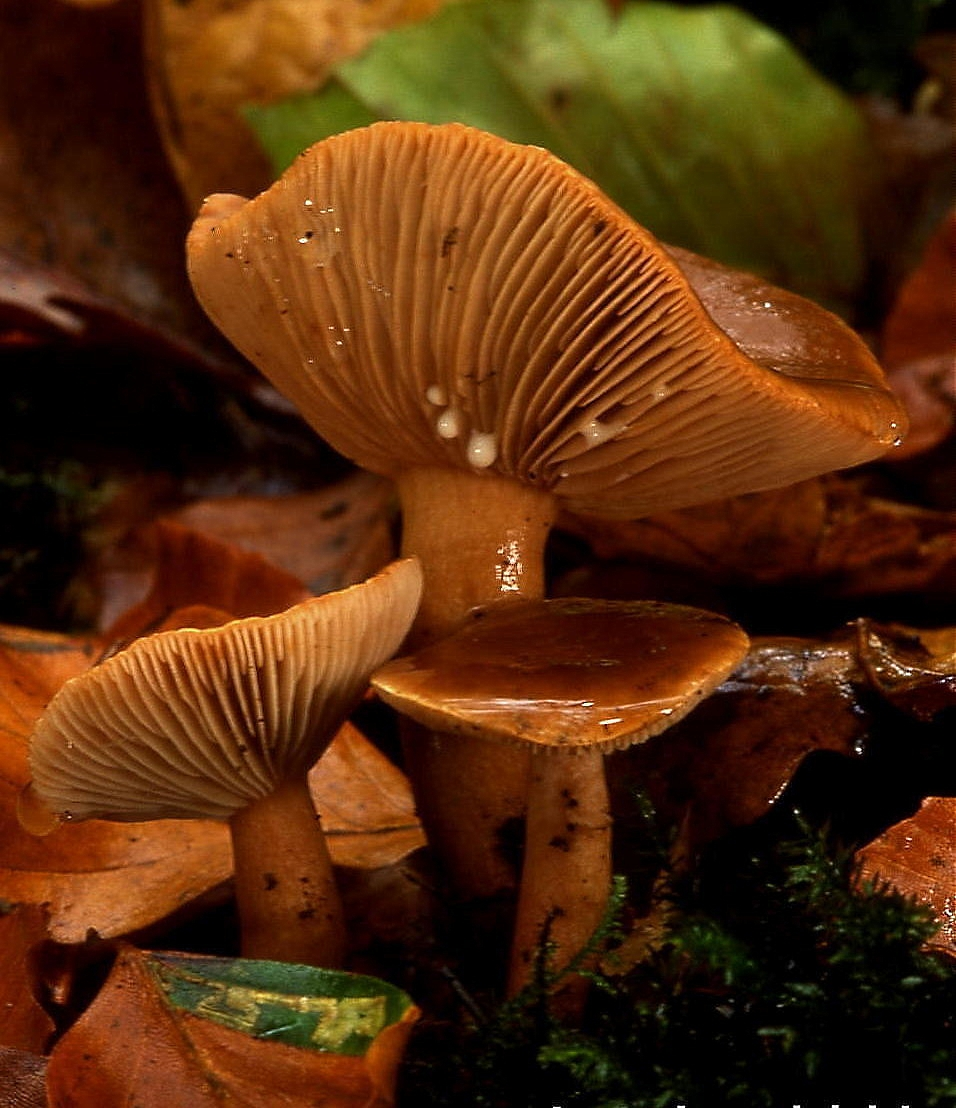
بدنه‌های میوه لاکتریوس شیرین با آبشش‌های برجسته درون‌افزونه. شکل، رنگ، انبوهی و دیگر ویژگی‌های (به عنوان مثال، شش‌ها در اینجا لاتکس نشت می‌کنند)، هنگام شناسایی گونه‌های قارچ مهم هستند.

در قارچ‌شناسی، تیغه‌ها (به انگلیسی: Lamella)، یا شش (Gill)، یک ویژگی دنده‌مانند پرده‌ای کاغذی در زیر کلاه برخی از گونه‌های قارچ، اغلب آگاریک‌ها است. شش‌ها توسط قارچ‌ها به عنوان وسیله‌ای برای پراکندگی هاگ به کار می‌رود و برای شناسایی گونه‌ها مهم است. چسبندگی شش‌ها به ساقه بر اساس شکل شش‌ها هنگام مشاهده از پهلو طبقه‌بندی می‌شود، در حالی که رنگ، انبوهی و شکل تک‌تک شش‌ها نیز می‌تواند از ویژگی‌های مهم باشد. علاوه بر این، شش‌ها می‌توانند ویژگی‌های میکروسکوپی یا ماکروسکوپی متمایز داشته باشند. به عنوان مثال، گونه‌های Lactarius به‌طور معمول لاتکس را از شش خود ترشح می‌کنند.

## دسته‌بندی
از نظر ریخت‌شناسی، شش‌ها بر اساس نوع چسبندگی‌شان به ساقه دسته‌بندی می‌شوند:

درون‌افزونه (Adnate)
برون‌افزونه (Adnexed)
پیوسته (Decurrent)
لبه‌دار (Emarginate)
آزاد (Free)
نوک‌تیز (Seceding)
سینوسی (Sinuate)
نیم‌پیوسته (Subdecurrent)